# Phytomyza fasciata
Phytomyza fasciata este o specie de muște din genul Phytomyza, familia Agromyzidae, descrisă de Johann Wilhelm Meigen în anul 1830.
Este endemică în Germania. Conform Catalogue of Life specia Phytomyza fasciata nu are subspecii cunoscute.